# Porten, Korsholm
Porten är en fjärd i Finland. Den ligger i landskapet Österbotten, i den västra delen av landet, 400 km nordväst om huvudstaden Helsingfors.
Porten är den del av Gloppet som ligger mellan Replot och Enstensgrynnan. Porten har fått sitt namn av att farleden in till Korshamnsfjärden och tidigare började här (idag börjar den längre västerut vid Norrskär) om att det därmed var ”porten” in till Vasa.